# Hypsioma pylades
Hypsioma pylades là một loài bọ cánh cứng trong họ Cerambycidae.